# Holger Rust

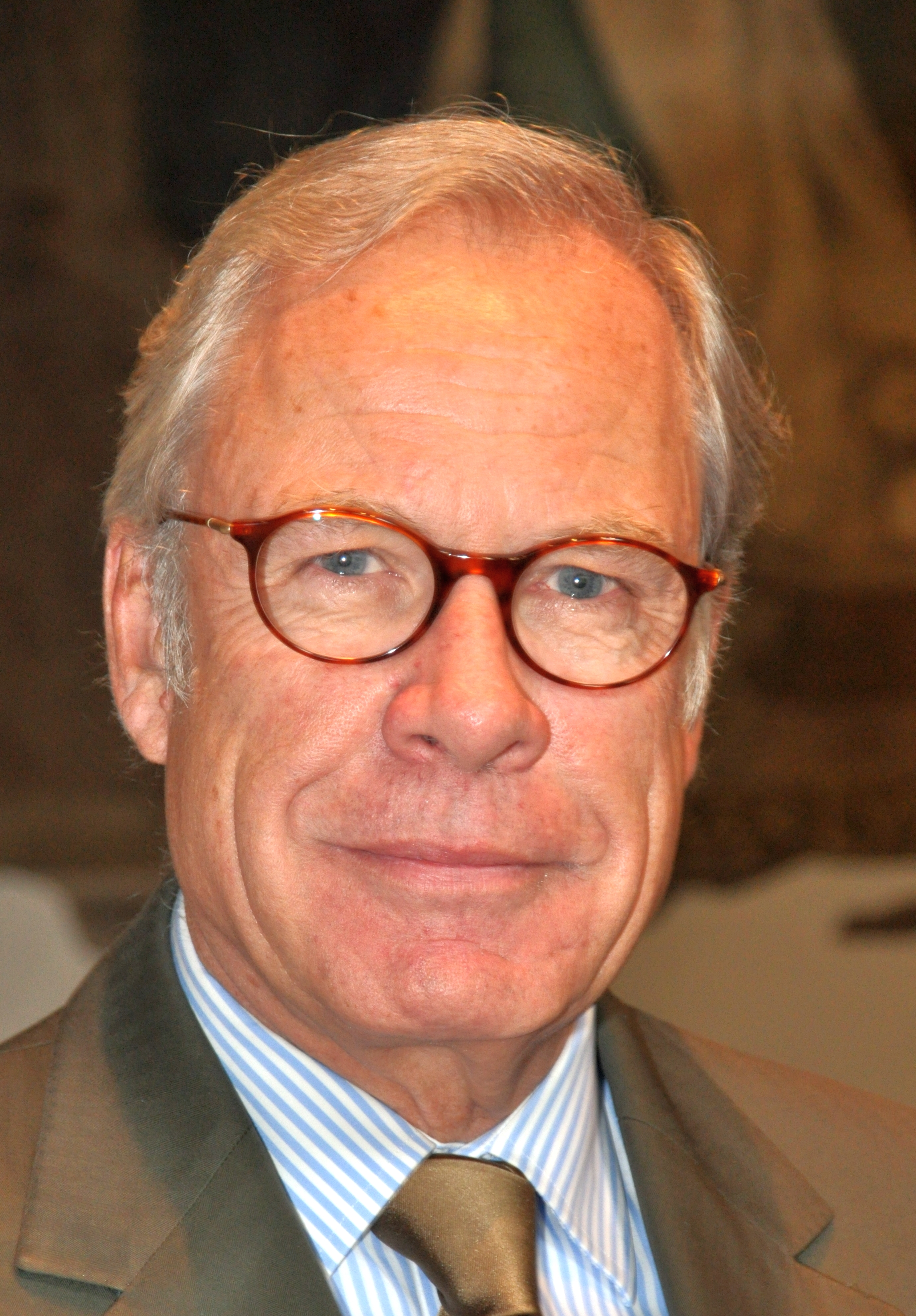
Holger Rust (2011)

Holger Rust (* 28. März 1946 in Kranenburg) ist deutscher Soziologe. Er ist bekannt als Kritiker der modernen Trendforschung und Unternehmensplanung.

## Leben
Rust ist Professor für Soziologie mit den Schwerpunkten Arbeit, Wirtschaft, Karriere und lehrte bis zu seinem Ruhestand 2011 an den Universitäten Hamburg, Lüneburg, Salzburg und Wien. Er war lange Zeit im Vorstand des Instituts für Soziologie an der Universität Hannover. Daneben arbeitet er als Wirtschaftsjournalist für renommierte Magazine und Zeitungen sowie als Unternehmensberater und wissenschaftlicher Beirat vor allem auf den Gebieten der Kommunikationskultur in Unternehmen.

## Lehre
Rusts Forschung konzentriert sich seit mehr als einem Jahrzehnt vor allem auf die Frage, wie die künftige Generation von Wirtschaftsakteuren prinzipiell unabsehbare Herausforderungen bewältigen wird. In seinen Büchern „Die sanften Managementrebellen“  (2003), „Das Elitemissverständnis“ (2005) und „Geist“ (2007) sowie in der Studie über  die „Dritte Kultur im Management“ (2009) und im Projekt über Erfolgsfaktoren des Mittelstandes („Strategie? Genie? Oder Zufall?“ 2012) schlägt Rust als Ergebnis seiner Forschung bereits lange vor der aktuellen einschlägigen Diskussion über die praktischen und theoretischen Grenzen der Wirtschaftswissenschaften eine wissensorientierte Grenzüberschreitung vor.
In den von ihm minutiös erhobenen Ansichten und Absichten des Führungsnachwuchses fokussiert sich deutlich das Bedürfnis nach einer neuen Fundierung des wirtschaftlichen Alltagshandelns.
Damit nimmt der Autor, der diese Position auch in zahlreichen Beiträgen in renommierten Wirtschaftsmagazinen vertritt (darunter exklusiv über mehrere Jahre im führenden österreichischen Wirtschaftsmagazin „trend“, danach ebenfalls exklusiv als Autor im „Manager Magazin“ und von 2008 bis 2018 in seiner monatlichen Kolumne im „Harvard Business Manager“) vertreten hat, die gegenwärtige Diskussion um die Neuorientierung der Wirtschaftswissenschaften aus einer soziologischen Perspektive vorweg. Zudem war Holger Rust von 1990 bis zu ihrer Einstellung als Printformat im Juni 2023 als Kolumnist der Wiener Zeitung tätig.
In den jüngeren wissenschaftlichen Forschungsprojekten, die in Kooperation mit den Corporate Foresight-Units eines Großkonzerns entwickelt und durchgeführt wurden, befasst sich der Soziologe mit den Einflüssen der Digitalisierung auf Problemlösungs-Strategien von Unternehmen in nur teilweise planbaren Transformationsprozessen. In zwei Publikationen sind die Befunde dieser Studien im Hinblick auf die praktischen Konsequenzen ausgearbeitet: in "Rettung der Digitalisierung vor dem Digitalismus" (2019), einer Grundlagenarbeit zur Frage, was der "europäische Weg" der Digitalisierung sein könnte; und in "Weise Voraussicht und Erfolgsplanung" (2021), der Zusammenfassung von Zielen, Inhalten und Strategien neuer internationaler Ansätze der Zukunftsforschung.
Das Ergebnis: Inhaltliche Prognosen sind kaum denkbar; dafür sind aber langfristige Entwicklungsmuster ("Strukturtrends") erkennbar, die von jedem Unternehmen auf jeweils exklusive Weise in Produktinnovation und Marketingstrategien umgesetzt werden können. Als wichtigste Größe sind die Diversität des intellektuellen Vermögens eines Unternehmens und die entsprechende Kommunikationskultur zu nennen.
Diese Perspektive gründet sich auch auf das Bedürfnis vieler Nachwuchskräfte, den Vorgaben der Kennzahlorientierung eine offenere kommunikative  eher „hermeneutische“ Perspektive auf die Alltags- und damit auch Wirtschaftskultur entgegenzusetzen. Denn insbesondere die rigide „Kennzahlorientierung“ wirtschaftswissenschaftlicher Theorien und die daraus abgeleitete, formalistische Managementpraxis seien für die moderne Wirtschaftskultur belastend. Rust verweist auf die zunehmende Frustration und Demotivierung eben jener Studierenden und jungen Berufstätigen, die sich weitere Horizonte in ihrer Ausbildung und in ihrer beruflichen Karriere wünschen. Gleichzeitig werde bei vielen Berufstätigen die innovative Kreativität beeinträchtigt, weil sie in die Rahmenbedingungen eines kennzahlorientierten Formalismus gedrängt würden. Damit fehlten, so der Forscher, der alltäglichen Wirtschaftskultur wichtige soziale Impulse.
In einer Reihe von Projekten in Kooperation mit den Forschungsabteilungen von Großkonzernen und für Ministerien sind diese grundsätzlichen Fragen auf konkrete Inhalte zukunftsorientierten Marketings und Issue Managements hin überprüft worden. Die empirische Basis dieser Auffassung umfasst mittlerweile mehr als 1500 Befragte und an die 100 Gespräche mit Wirtschaftsakteuren, darunter gezielt auch mit Personen aus mittelständischen Unternehmen. Des Weiteren gründet Rust seine Erfahrungen auf die kontinuierlichen Kontakte mit Absolventen seiner Ausbildungsgänge und die langjährige Kooperation mit Unternehmen, Verbänden und politischen Institutionen.
Auf dieser Grundlage entwickelte Rust eine weithin bekannte, pointierte Kritik an Methoden und Ergebnissen der sogenannten „Trendforschung“, wie sie z. B. das von Matthias Horx gegründete Zukunftsinstitut in seien Megatrends propagiert.
Rusts Konzept basiert auf der von Charles Percy Snow 1959 bereits angedeuteten „Third Culture“. Damit ist eine Wissenskultur gemeint, die über eine in der heutigen Arbeitswelt notwendige mathematische und soziokulturelle Intelligenz verfügt. Nur auf diese Weise könnten, so der Soziologe,  die wesentlichen Zukunftsaufgaben bewältigt werden. Es gehe nicht darum, Modelle der Welt zu entwerfen und damit modellhaft die Praxis zu gestalten, sondern darum, mit Hilfe sozial- und kulturwissenschaftlicher Forschungsergebnisse der mathematisch inspirierten Wirtschaftswissenschaft die richtigen Fragen zu stellen.

## Publikationen (Auswahl)
- Weise Voraussicht und Erfolgsplanung. Ziele, Inhalte und Strategien einer neuen Zukunftsforschung für Unternehmen. Springer Fachmedien - Gabler Verlag, 2021, ISBN 978-3-658-32786-6
- Rettung der Digitalisierung vor dem Digitalismus. Der "Europäische Weg" in eine nicht nur künstlich intelligente Zukunft. Springer Fachmedien - Gabler Verlag, 2019, ISBN 978-3-658-26997-5
- Klassische Inspirationen zu professioneller Gelassenheit. Sprezzatura statt Machiavelli. Springer Fachmedien 2018, ISBN 978-3-658-21612-2.
- 1613-9Virtuelle Bilderwolken. Eine qualitative Big Data-Analyse der Geschmackskulturen im Internet. Springer Fachmedien – Verlag Sozialwissenschaften, 2017, ISBN 978-3-658-11885-3.
- Fauler Zahlenzauber. Fiktionen über Fakten in Wirtschaft und Management. Springer Fachmedien – Gabler Verlag, 2014, ISBN 978-3-658-02517-5.
- Strategie? Genie? Oder Zufall? Was wirklich hinter Managementerfolgen steckt. Springer Fachmedien – Gabler Verlag, 2012, ISBN 978-3-8349-2890-0.
- Das kleine Schwarze – Autoträume der jungen Generation. Verlag Sozialwissenschaften, 2011, ISBN 978-3-531-17713-7.
- Die ‚Dritte Kultur‘ im Management. Ansichten und Absichten der nächsten Führungsgeneration. Verlag Sozialwissenschaften, 2009, ISBN 978-3-531-15662-0.
- Zukunftsillusionen. Kritik der Trendforschung, Verlag Sozialwissenschaften 2008. ISBN 978-3-531-15659-0.
- Geist! Die Kraft der klugen Köpfe in Management und Marketing. Gabler Verlag 2007, ISBN 978-3-8349-0328-0.
- Das Elite-Missverständnis – Warum die Besten nicht immer die Richtigen sind. Gabler Verlag 2005, ISBN 3-409-12720-8.
- Die sanften Managementrebellen. Gabler Verlag 2003, ISBN 3-409-12394-6.
- Die Revolution des Spießertums. Quadriga/Ullstein 1999, ISBN 3-88679-329-X.
- Österreich 2013. Eine Querschnittanalyse des Programmes Delphi Austria. Bd. 4 der Ergebnisberichte, Bundesministerium für Wissenschaft und Verkehr, Wien 1998.
- Trendforschung. Das Geschäft mit der Zukunft. Rowohlt Taschenbuch 1996, ISBN 3-499-60197-4.
- Das Anti-Trendbuch. Klares Denken statt Trendgemunkel. Wirtschaftsverlag Ueberreuter 1997, ISBN 3-7064-0343-9.